# MKT Krankentransport
Die MKT Krankentransport Schmitt/Obermeier OHG (MKT) ist ein 1985 in München gegründetes und in Bayern tätiges privates Rettungsdienstunternehmen.

## Geschichte
Im Gründungsjahr 1985 firmierte das Unternehmen als BGB-Gesellschaft unter dem Namen MKT Krankentransportservice München. Im Juli 1988 erfolgte die Eintragung ins Handelsregister unter MKT Krankentransport Schmitt/Obermeier OHG. Gründer, Inhaber und Geschäftsführer waren Robert Schmitt (* 27. April 1964) und Werner Obermeier (* 31. Mai 1959 in München; † 16. April 2018 in Tegernsee).
Die Beteiligung an der Tirol Ambulanz Rettungsdienst und Krankentransport GmbH wurde im September 2021 veräußert. Die KTS Krankentransport Stuttgart GmbH wurde im November 2022 veräußert, in Roylin Krankentransporte GmbH umbenannt und ist seit dem 1. Februar 2023 insolvent.

## Unternehmensstruktur

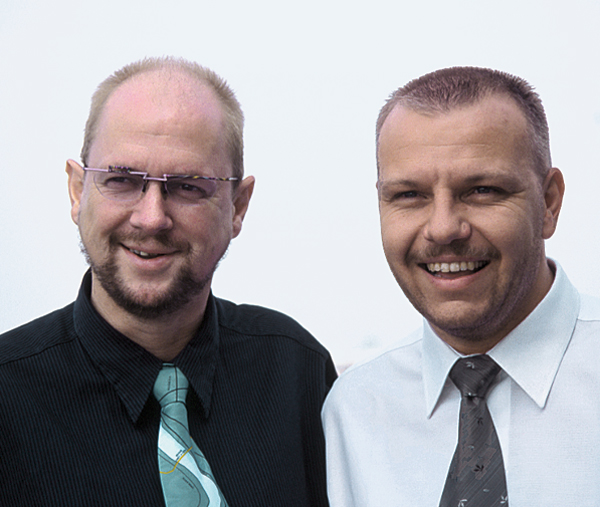
Werner Obermeier (links) und Robert Schmitt (rechts), 1995

Die MKT Krankentransport Schmitt/Obermeier OHG ist die Muttergesellschaft einer Unternehmensgruppe mit Standorten in Bayern. Laut eigener Aussage beschäftigt das Unternehmen inkl. Tochterunternehmen insgesamt 950 Mitarbeiter (Stand März 2020). Laut Angaben aus dem Jahr 2010 auf der Website des Fachmagazins Rettungs-Magazin gilt MKT als einer der größten privaten Krankentransport- und Rettungsdienstanbieter in Deutschland und der größte private Anbieter in Süddeutschland, wo traditionell das Bayerische Rote Kreuz mit dem Rettungsdienst und Krankentransport beauftragt wird.
MKT ist als Unternehmensgruppe besonders in Bayern vertreten, unter anderem mit Standorten in München, Rosenheim, Augsburg sowie Garmisch-Partenkirchen und Ingolstadt. In München betreibt MKT sechs Standorte als Rettungswachen, in Augsburg drei (Stand 2017). In den ersten Jahren des Bestehens des Unternehmens musste der Zugang zum öffentlichen Rettungsdienst und Krankentransport oft gerichtlich erkämpft werden. MKT betätigt sich nicht nur im Krankentransport und Rettungsdienst, sondern ist auch in Gebieten der klassischen Hilfsorganisationen wie Breitenausbildung, Sanitätsdienst und Katastrophenschutz tätig.

## Kontroversen bei Vergabeverfahren
Obwohl das Unternehmen wie alle in der Notfallrettung tätigen Betriebe seit der Einführung der integrierten Rettungsleitstellen in Bayern im Zuge der Änderung des Bayerischen Rettungsdienstgesetzes im Jahre 1998 gleichberechtigter Teil des öffentlichen Rettungsdienstes ist, werden private Leistungserbringer wie MKT oft als „Gegensatz“ zu den Hilfsorganisationen gesehen. So sorgt die Vergabe eines Standortes teils für kontroverse Berichterstattung, insbesondere in der lokalen Presse. Im Oktober 2019 etwa berichtete der Münchner Merkur nach Vergabe eines RTW-Stellplatzes im oberbayrischen Glonn (Landkreis Ebersberg) online über eine „(…) gute Nachricht für die Bürger, die aber gleichzeitig eine schlechte Nachricht für das örtliche Rote Kreuz ist“. Im selben Artikel wird der Landrat und 2. stellvertretende Vorsitzende des BRK-Kreisverbandes Ebersberg Robert Niedergesäß im Bezug auf die Vergabe zitiert, dass „Sie […] ein Schlag ins Gesicht der Ehrenamtlichen des BRK im südlichen Landkreis Ebersberg [ist], gerade, weil das BRK diesen Bereich bisher schon im Rahmen der rechtlichen Vorgaben gut und sehr engagiert versorgt hat.“ Inzwischen wurde ein zehn Jahre laufender Vertrag zwischen MKT und dem zuständigen Rettungszweckverband geschlossen. Auch der Vertrag über die Rettungswache Anzing wurde um zehn Jahre verlängert.

## Tätigkeitsfelder
- Öffentlicher Rettungsdienst
- privater Krankentransport und Auslandsrückholung
- Fahrdienst für den kassenärztlichen Bereitschaftsdienst[14]
- Breiten- und Fachausbildung
- medizinische Betreuung von Erstaufnahmeeinrichtungen
- Sanitätsdienst

MKT Krankentransport beteiligt sich über einen gemeinnützigen Verein am nicht-polizeilichen Einsatzführungsdienst der Stadtverwaltung München sowie dem Katastrophenschutz.

## Standorte
| Standorte                                  | Dienste und Ressourcen (Auswahl) | Mitarbeiter                                | Fahrzeuge                                  |
| MKT Krankentransport Schmitt/Obermeier OHG | MKT Krankentransport Schmitt/Obermeier OHG | MKT Krankentransport Schmitt/Obermeier OHG | MKT Krankentransport Schmitt/Obermeier OHG |
| ------------------------------------------ | --- | ------------------------------------------ | ------------------------------------------ |
| München                                    | - Unternehmenssitz - Rettungsdienst - 5 Standorte sowie Lehrrettungswache - 7 RTW - Krankentransport - Bildungszentrum - Erste-Hilfe-Ausbildung - Rettungssanitäter-Ausbildung - Berufsausbildung Notfallsanitäter/in - Auslandsrückholung / Ambulanz-Flugdienst - Fahrdienst ärztlicher Bereitschaftsdienst | ca. 490                                    | 152                                        |
| Anzing                                     | - Rettungsdienst | ca. 490                                    | 152                                        |
| Augsburg                                   | - Rettungsdienst - 3 Standorte | ca. 490                                    | 152                                        |
| Dachau                                     | - Krankentransport | ca. 490                                    | 152                                        |
| Garmisch                                   | - Rettungsdienst | ca. 490                                    | 152                                        |
| Glonn                                      | - Rettungsdienst | ca. 490                                    | 152                                        |
| Ingolstadt                                 | - Rettungsdienst - Krankentransport | ca. 490                                    | 152                                        |
| Bäuerle & Co. Ambulanz OHG                 | |                                            |                                            |
| Haunstetten                                | - Unternehmenssitz - Rettungsdienst - Krankentransport - Auslandsrückholung | ca. 200                                    | 62                                         |
| Aindling                                   | - Rettungsdienst | ca. 200                                    | 62                                         |
| Baar                                       | - Rettungsdienst | ca. 200                                    | 62                                         |
| Bobingen                                   | - Rettungsdienst | ca. 200                                    | 62                                         |
| Donauwörth                                 | - Krankentransport | ca. 200                                    | 62                                         |
| Königsbrunn                                | - Rettungsdienst | ca. 200                                    | 62                                         |
| Ambulanz Rosenheim GmbH                    | |                                            |                                            |
| Flintsbach am Inn                          | - Unternehmenssitz - Rettungsdienst - Krankentransport | ca. 140                                    | 53                                         |
| Bad Feilnbach                              | - Rettungsdienst | ca. 140                                    | 53                                         |
| Eggstätt                                   | - Rettungsdienst | ca. 140                                    | 53                                         |
| Fischbachau                                | - Rettungsdienst | ca. 140                                    | 53                                         |
| Kolbermoor                                 | - Krankentransport | ca. 140                                    | 53                                         |

## Bemerkenswertes

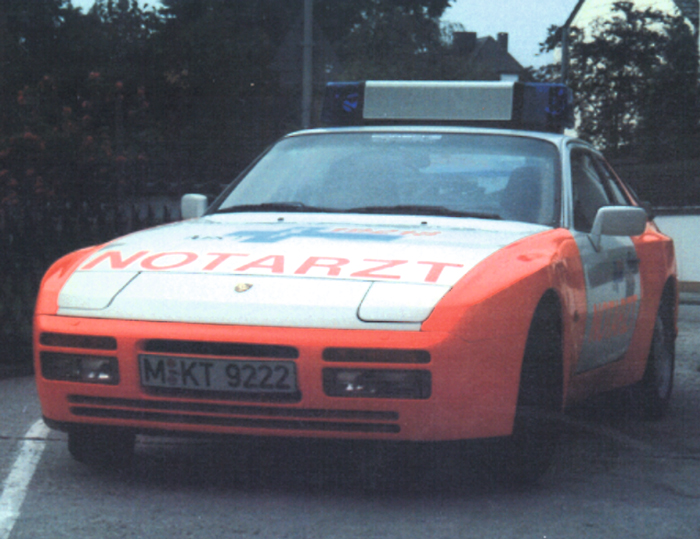
MKT-NEF-Porsche

Bis zur Integrierung in den öffentlichen Rettungsdienst betrieb MKT, ähnlich wie weitere private Anbieter, einen eigenständigen Rettungsdienst sowie Notarztdienst. Dazu zählte ein als Notarzteinsatzfahrzeug ausgestatteter Porsche sowie ein zum Notarztwagen ausgebauter Neoplan Bus.
Durch die Zusammenarbeit mit der HTM Helicopter Travel Munich GmbH kann MKT auch Ambulanzflüge anbieten. Eingesetzt wird ein Nachtflug tauglicher Hubschrauber vom Typ Eurocopter EC 135, der die Zulassung als Rettungshubschrauber besitzt und über eine volle medizinische Ausrüstung verfügt.

## Mitgliedschaften
- Bundesverband eigenständiger Rettungsdienste und Katastrophenschutz
- MHW – Medizinisches Katastrophen-Hilfswerk Deutschland